# Байро
Ба̀йро (на италиански: Bairo; на пиемонтски: Bêr, Бер) е село и община в Метрополен град Торино, регион Пиемонт, Северна Италия. Разположено е на 365 м надморска височина. Към 1 януари 2023 г. населението на общината е 794 души, от които 33 са чужди граждани.

## География, административно деление и население
Байро се простира на площ от малко над 7 кв. км. Намира се по югозападните склонове на един от външните удължени релефи, които са част от Мореновия амфитеатър на Ивреа, в северната част на Метрополен град Торино, между Кастеламонте, Торе Канавезе, Алие и Одзеня.
Излизайки от центъра му и следвайки пътя за Кастеламонте, вляво се намира път Ронкейзе (Strada Roncheise). В района, наречен Avrock, е мястото на обединение на Африканската плоча и Европейската плоча. Районът е външната точка на ледниковата морената и датира от около 100 – 120 хил. г.
Територията има вълнообразен геометричен профил, с не особено подчертани височинни вариации. Байро, което се издига леко над равнината на потока Орко, се характеризира с тесни и криволичещи улички, които ограждат къщи с типичните „lobbie“ (дървени балкони); неговият плоско-алтиметричен ход е типично хълмист.
Байро граничи със следните 4 общини: Торе Канавезе, Алие, Кастеламонте и Одзеня. Намира се на 35 км от Торино и на 111, 7 км от Милано.
Към 1 януари 2023 г. населението на общината е 794 души, от които 33 чужди граждани, сред които преобладават тези на Румъния – 19 души. Български граждани липсват.

## Топоним
Байро е древно селище, чийто произход датира от около 800 г., когато за първи път се появява с латинското име Barrum, значещо място, обградено от крепостни стени.
Името му се появява и от 1213 г., най-често като Bayro, Baier и Barium. Тези наименования вероятно идват от ядрото на Baiuvari – баварци, охраняващи Via Romea, която пресича територията на име Reviniacum.
Хипотезата за текущия езиков произход на топонима е свързана с присъствието на лангобардски войници (VI VIII век), оставили следи от преминаването си в някои райони на юг от града (Брея и Раал). Не може да се изключи обаче и келтски произход на името на града: на общинския плакат се появява малка меча кожа, което е трудно да се обясни, ако човек не се позове на асонанс на диалектната дума с англосаксонското съществително „мечка“.

## История
Разположено на древния път Via Romea между Ивреа и Торино, Байро служи като място за отмора на поклонниците към Рим и тези, връщащи се обратно.
Основан през римско време, което е видимо в множеството открити гробници, впоследствие става феод на графовете Канавезе. С тях 37 местни глави на семейства подписват споразумение за борба с бандитизма, станал неудържим около 1263 г.
От 1315 г. е подчинено на Савойската династия. Първоначално е феод на епископите на Ивреа, а впоследствие – на сем. Сан Мартино ди Алие, сем. Лоранце и сем. Кастелнуово. Участва в бунта на Тукини-те и през XV век се сдобива с общински устав.
През 1764 г. Карл Емануил III Савойски го обединява с феодите на Алие и Одзеня и го дава на сина си Бенедикт Маврикий, херцог на Шабле.
Между 1928 и 1946 г. Байро е обединено с близкото село Торе Канавезе, като по този начин формира териториалното образувание Торе-Байро.

## Икономика
Селското стопанство има важна роля: произвеждат се зърнени култури, пшеница, грозде и други плодове; практикува се и развъждането на говеда, свине, коне и кози. Доста развитата индустрия се състои от компании, работещи в следните сектори: строителство, металургия, механична, мебелна, каучукова и пластмасова обработка, производство на селскостопанска техника, радиоприемници и телевизия. Третичният сектор няма съществени измерения: дистрибуторската мрежа осигурява задоволяване на основните нужди на общността, но не се предоставят по-квалифицирани услуги като банкиране.

## Забележителности

### Градска архитектура

#### Общинска палата
Общинската палата(Palazzo comunale) е бивша собственост на семействата Чима и Д'Емарез. Сградата е била жилищна и различна от настоящата. Долната ложа не е съществувала, а до жилищната зона е имало достъп по две странични стълби.
Тя е закупена от общинската администрация на 17 май 1873 г. и към 2021 г. в нея се помещават общинските служби и началните училища.
Арките ѝ се наричат „канавезки арки“ и имат типична елипсовидна форма. Вляво от първата горна арка се намира древен слънчев часовник под който първоначално е била поставена плочата в памет на падналите от Първата световна война. Надгробната плоча е премествана няколко пъти и към 2021 г. се намира под чинарите срещу Общината.ь

#### Палат „Д'Емарез“
През XVIII век семейство Ваджина става най-богатото в Байро и иска да почете това с благородническа титла. През 1781 г. Виктор Амадей III Савойски им дава титлата „Барони на Емарез“.
Дворецът на бароните Д’Емарез (Palazzo d'Emarese) запазва следи от строежа от XVI век, макар че комплексът му е от XVIII век. Съставен е от няколко сгради, използвани за различни функции, а в южната му част през XIX век се обработва коприна. Впоследствие предената фабрика е преместена в съседна сграда и функционира до около 1910 г.
В друго крило на сградата има дестилерия, където през 1452 г. започва производството на ликьор Амаро Байро по поръчка на барон Еудженио Д’Емарез. След това цялата структура е преместена в покрайнините на града, където ликьорът се произвежда повече от век чак до 1969 г. Рецептата се приписва на Пиетро Микаели, по-известен като Пиетро ди Байро. Тя е приета от компанията Бутон от Болоня през 70-те години на XX век, а ликьорът започва да се произвежда в индустриален мащаб.
През 1908 г. дворецът е купен от Маристкото братство – френска религиозна конгрегация, която установява там своите послушници. От този период датира изграждането на галерията, която свързва северната част на сградата с южната, а арките са с канавезка форма като тази на кметството. През 1970 г. братята напускат селището и от 1977 г. дворецът става старчески дом.

#### Укрепен заслон и околности
Ричето-то (Ricetto) е укрепен заслон с високи стени. Той е построен, за да избегнат набезите на нашественици и войници. Единствените две атаки, които се помнят – тези през 1630 и 1641 г. са неуспешни. Заслонът се състои от поредица малки жилища, използвани и за склад и обор. В центъра му около 1800 г. е построена хладилно помещение, функциониращо до 40-те г. на XX век, до което имат достъп всички жители.
Площадът с изглед към бившата сакристия на църквата „Санта Марта“ носи диалектното име „’ l bal“. Името идва поради факта, че на това място около Дървото на свободата, издигнато в края на XVIII век в чест на идването на французите, се провеждат танцови забави. До него навремето се отглеждат черници, използвани за отглеждане на копринени буби – коприната е местен продукт, изнасян дълго време със значителен успех.

#### Червена кула
Произходът на името на кулата (Torre Rossa) е свързан със строителните материали. Намира се в центъра на Ричето-то и е построена около 1300/1400 г. В древни времена в мазето на кулата са държани затворници, които след това биват екзекутирани на самата кула и окачвани извън нея на камък с форма на кука, така че всички да могат да ги видят. През 1600 г. в нея се помещават общинските служби и началните училища. От кулата започва тунел, който със сигурност е извеждал извън селището вероятно свързващ Байро с Алие. Характерен за нея е часовникът от 1803 г., чийто механизъм е дело на Пистоно Батиста от Бари.
От 30-те г. на XX век кулата е дом на Дезидерио Трабуко, известен като “Papillon del Canadese” – италиански авантюрист и престъпник, един от малкото успели да избягат от бразилския затвор Гуайна.

#### Мелница и Ла Биалера
В полетата до Байро се намира напоителният канал Калузо – гениално дело по поръчка на маршал Шарл дьо Косе дьо Брисак. Това полезно нововъведение е предоставено за напояване на район, по онова време (около 1556 г.) феод на Брисак. В участъка, където пресича Байро, каналът дълги години е наричан „Bialera Brissaca“ и все още за всички местни е la Bialera (канал). От 1760 г. каналът става кралска собственост.
През 1561 г. маршал дьо Брисак дава на Общността на Байро да построи мелница и я упълномощава да я използва както за смилане на зърнени култури, така и за тъпчене на коноп. Тогава мелницата има три колела, от които днес се вижда само едно – метално, датиращо от 20 век.

### Религиозна архитектура

#### Енорийска църква „Св. мъченик Георги“
Новата енорийска църква (Parrocchiale San Giorgio Martire) по проект на Джузепе Бернасконе – архитект от Варезе е построена върху руините на предходна, доста по-малка църква. Работите започват на 17 ноември 1764 г., а църквата е осветена от епископа на Ивреа на 25 септември 1777 г. Тя е построена с помощта на населението, което дава начало на работата, координирана от барон Ваджина Д’Емарез.
Фасадата е в бароков стил. Стълбището до църковния двор, принадлежало на предишната църква, е увеличено по размер, но все още носи следите от древната сграда. От дясната страна на църквата има малка камбанария и се отваря малка странична врата за достъп.
В църквата отстрани на портала има две древни кухи колони, на които са гравирани основните дати, свързани с историята на сградата. Вътре в храма има централен неф, на който се открояват Главният олтар от около 1800 г. и хорът, и два странични псевдонефове с олтари. Вдясно от Главния олтар е сакристията. Над входния портал е органът, чиято първоначална конструкция датира от XIX век. Вътрешният механизъм е обновен през 1914 г., макар че древната mu структура е запазена. Интериорът на църквата е реновиран през 1932 – 33 г. от проф. Буска – преподавател в Художествената академия „Албертина“ в Торино и някои негови ученици.

#### Църква „Св. Марта“
Църквата (Chiesa di Santa Marta) е от 1600 г. и е била управлявана от едноименното братство от миряни. През 1945 г., поради експлозия на бомба, вътрешността ѝ се срутва и сакристията е използвана като място за поклонение. Старата структура, която първо е театър, а след това кино, към 2021 г. отново е театър, възстановена до предишната ѝ слава.

#### Църква „Св. Мария в Дзиндзолано“
За църквата (Chiesa di Santa Maria in Zinzolano) има сведения ок. 1000 г. Древната църква е построена след явяването на Богородица в лешникова горичка пред ням момък, който проговаря. Както старата, така и новата сграда (от около 1700 г.) се намират на стратегическа точка на Виа Ромеa, ясно видима за поклонниците от Ивреа, отиващи към Ривароло и обратно. Важна поклонническа точка за населението на Байро, до нач. на 21 век до нея има ежемесечна процесия.
Преди около 20 г. църквата е възстановена до предишната ѝ слава благодарение на религиозното Братство от Назарет, което съхранява в нея поредица картини, посветени на Мадоната. Дори в малкия си размер църквата зачита структурата на по-голям храм, тъй като може да бъде разделена на три нефа. В централния е Главният олтар, заобиколен от прекрасен хор, докато в десния неф има олтар, посветен на Мадоната, а в левия – олтар, посветена на Св. Йосиф.

## Събития
- Патронен празник на Св. Георги (Festa patronale di San Giorgio) – първа неделя на май

## Образование
- Eдно държавно начално училище (от 1-ви до 5-и клас вкл.)
- Средните училища и гимназиите са в Алие, Кастеламонте, Сан Джорджо Канаевзе и Ривароло Канавезе.

### Религиозни центрове
- Католическа енорийска църква „„Св. мъченик Георги“ (Parrocchiale San Giorgio Martire)
- Католическа църква „Св. Марта“ (Chiesa di Santa Marta)
- Католически параклис „Св. Себастиян“ (Cappella di San Sebastiano)
- Католически параклис „Св. Рох“ (Cappella di San Rocco)[15]

## Спорт
- Общински спортни съоръжения – в местност Преле

## Транспорт
- Магистрала A5 Торино – Аоста, изход за Скарманьо, на 10 км
- Първостепенен междуградски път SS n. 565 на Кастеламонте, на 1 км
- Жп гара на линия Сетимо Торинезе-Понт Канавезе, в град Ривароло Канавезе, на 9 км
- Международни и междуконтинентални полети – летище Милано Малпенса, на 107 км; Международни и вътрешни полети – летище Торино Казеле, на 31 км
- Пристанище Генуа – на 188 км.
- Междуградски автобусни линии: Джи Ти Ти (GTT) 145 Ривароло – Ивреа, 147 – 152 Силва – Виалфре – Ивреа – Кастеламонте, 319 Кастелнуово Нигра – Кастеламонте; S.T.A.A.V. 308 Локана – Кастеламонте – Калузо.

## Известни личности
- Пиетро Де Микели, нар. Байро (Pietro De Micheli Bairo, * 1468 в Байро, † 1558 в Торино) – известен лекар, алхимик, архиатър (главен лекар), преподавател по теоретична медицина в Торинския университет и автор на важни трактати, с възпоменателна плоча в Торинската катедрала
- Карло(с) Луиджи Спегацини (Carlo Luigi Spegazzini или Carlos Luis Spegazzini; * 20 април 1858 в Байро, † 1 юли 1926 в Ла Плата) – италиански ботаник и миколог с аржентинско гражданство
- Франческо Маконо (Francesco Maccono, 20 век) – францискански теолог и историк
- Карло Фурно (Carlo Furno; * 2 декември 1921 в Байро, † 9 декември 2015 в Рим) – италиански католически кардинал и архиепископ